# Stanowisko paleontologiczne w Miłoszowie

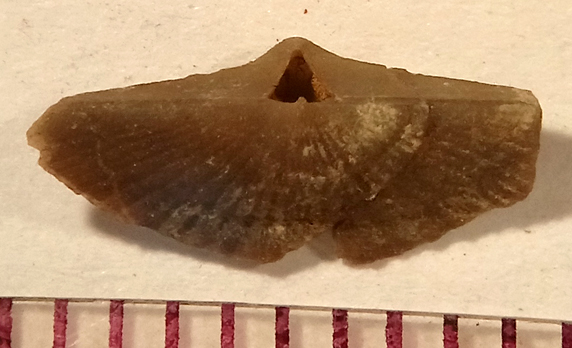
Ramienionóg środkowodewoński Moravilla andreae opisany z Miłoszowa

Stanowisko paleontologiczne w Miłoszowie – środkowodewońskie stanowisko paleontologiczne w Górach Świętokrzyskich, w którym znaleziono bogatą i zróżnicowaną biotę kopalną.

## Wiadomości ogólne

### Położenie, charakter i budowa geologiczna
Stanowisko znajduje się koło Miłoszowa, osady wsi Nieczulice, w lesie noszącym również nazwę Miłoszów. Dewońskie skały osadowe, należące do formacji skalskiej, znajdują się płytko pod powierzchnią gruntu i były badane przy pomocy wykopów. Budowa geologiczna tego terenu, należącego do synkliny bodzentyńskiej, jest trudna do interpretacji ze względu na liczne uskoki.

### Historia badań
Utwory dewonu w Miłoszowie odkrył w 1934 Jan Samsonowicz. Po nim geologią i faunami kopalnymi tego rejonu zajmowali się między innymi Anna Stasińska, Gertruda Biernat i Piotr Filonowicz. W latach 2018–2022 badania prowadził tu międzynarodowy zespół koordynowany przez Andrzeja Balińskiego i Adama T. Halamskiego z Instytutu Paleobiologii PAN.

## Biota kopalna

### Datowanie
Utwory formacji skalskiej odsłaniające się w Miłoszowie zostały datowane na żywet (młodszy wiek środkowego dewonu), a dokładniej na przedział od wczesnego żywetu do wczesnej części środkowego żywetu. Datowanie było możliwe na podstawie konodontów i palinomorf. Przedział ten odpowiada datowaniu absolutnemu na okres od około 384 do 382 milionów lat temu.

### Skład systematyczny
Ogółem z Miłoszowa podano 257 gatunków bioty środkowodewońskiej, z czego 200 gatunków morskich (otwornic, zwierząt i akritarch) i 57 gatunków palinomorf lądowych. Najbardziej zróznicowaną grupą fauny kopalnej są ramienionogi (68 gatunków), a do innych obficie reprezentowanych grup należą mszywioły (20 rodzajów) i szkarłupnie (18 gatunków). Ponadto znaleziono przedstawicieli gąbek, koralowców czteropromiennych i denkowych, ślimaków, małży, trylobitów, małżoraczków, konodontów i innych grup.

### Paleogeografia i rekonstrukcja paleoekosystemów
W dewonie Miłoszów znajdował się na południowym szelfie kontynentu Laurosji (Eurameryki). Innymi słowy, obszar obecnych Gór Świętokrzyskich był wówczas morzem i należał do Oceanu Reickiego. Najpłytsze środowiska znajdowały się na południu dzisiejszych Gór Świętokrzyskich (region kielecki), natomiast część północna (region łysogórski), w tym okolice Miłoszowa, były stosunkowo głębsze.
W Miłoszowie znaleziono pozostałości kopalne tych generalnie głębszych ekosystemów, a spośród nich całej sekwencji – od stosunkowo najpłytszych drobnych raf koralowych (globetum), przez łąki liliowcowe (crinoidetum), do zróżnicowanego zespołu łąk ramienionogowych (brachiopodetum), które zajmowały głębsze położenia.
Opisano stamtąd obracane przez prąd wody kolonie denkowców (ang. coralliths), rzadką w paleozoiku formę morfologiczną koralowców środowisk głębszych (mezofotycznych).

### Gatunki opisane z Miłoszowa
Z Miłoszowa opisano siedem gatunków nowych dla nauki, z czego dwa są również typami nowych rodzajów. Są to ramienionogi: Antirhynchonella linguiformis Biernat, 1966; Desquamatia circulareformis Biernat, 1964; Eumetabolotoechia subplicata (Biernat, 1966) [pierwotna nazwa Leiorhynchus subplicatus Biernat, 1966]; Moravilla andreae Baliński & Halamski, 2023; Leiocyrtia rara Baliński in Baliński & Halamski, 2023 [typ rodzaju Leiocyrtia Baliński in Baliński & Halamski, 2023]; Undispirifer sidoniae Halamski & Baliński in Baliński & Halamski, 2023. Oprócz tego z Miłoszowa opisano akritarchę Teleostomata rackii Kondas, Filipiak & Breuer [typ rodzaju Teleostomata Kondas, Filipiak & Breuer]. Ponadto w Miłoszowie występuje nieznany skądinąd gatunek trylobita z rodzaju Scabriscutellum Richter & Richter, 1956, któremu jednak nie nadano nazwy ze względu na to, iż znaleziono tylko jeden okaz.

## Znaczenie dla nauki
Znaczenie odsłonięć w Miłoszowie jest wielorakie. Po pierwsze bogactwo fauny pochodzącej bezpośrednio sprzed wydarzenia Taghanic jest jedną z przesłanek, pozwalających na stwierdzenie, iż cały okres między wydarzeniami Kačák a Taghanic był okresem stabilnych optymalnych warunków dla rozwoju fauny (ang. environmental stasis). [Wcześniejsze fauny, z okresu bezpośrednio po wydarzeniu Kačák, znane są z nieodległego odsłonięcia w Skałach.] 
Po drugie, zebrany w Miłoszowie materiał paleontologiczny dowodzi silnego wewnętrznego zróżnicowania basenu łysogórskiego (na niewielkim obszarze istniało kilka typów ekosystemów).
Ponadto biota miłoszowska, jak na standardy dewońskie, jest bogata na skalę światową.